# クンターン郡
座標: 北緯19度50分0秒 東経100度15分30秒 / 北緯19.83333度 東経100.25833度
クンターン郡（クンターンぐん）はタイ北部・チエンラーイ県の郡（アムプー）である。

## 名称
クンターンのクンは階級名、ターンはサトウヤシのことである。この名前は地元を流れタムボン・パーターンを形成する川、クンターン川からとられている。

## 歴史
1992年4月1日トゥーン郡から3のタムボンが独立し、クンターン分郡（キンアムプー）となった。その後、1996年12月5日郡（アムプー）に昇格した。

## 地理
郡はイン川の形成した谷間にあり、東に山脈が広がる。郡の主な水源もイン川である。
国道1174号線、1020号線が南北に通っており、南にトゥーン方面、北にチエンコーン方面とつながっている。国道1152号線が西に延びておりウィエンチャイ方面とつながっている。

## 経済
主な産業は農業であり、コメ、トウモロコシ、ショウガ、ロンガン、レイシ、マンゴー、カラシナなどが生産されている。

## 行政区分
郡は3のタムボンに分かれ、さらにその下位に55の村がある。自治体（テーサバーン）があり以下のようになっている。
- テーサバーンタムボン・バーンター・・・タムボン・ターの一部

また郡内には3のタムボン行政体（オンカーンボーリハーンスワンタムボン）が設置されている。
1. タムボン・ター・・・ตำบลต้า
2. タムボン・パーターン・・・ตำบลป่าตาล
3. タムボン・ヤーンホーム・・・ตำบลยางฮอม